# Ixopay
IXOPAY és una empresa tecnològica austríaca i una plataforma d'orquestració de pagaments. IXOPAY forma part del Grup IXOLIT.

## Història
IXOPAY va ser fundada l'any 2014 a Viena, Àustria per Rene Siegl i Nathalie Siegl.
El 2016 es va llançar la primera plataforma d'orquestració de pagaments. El 2018, IXOPAY va llançar una solució d'etiqueta blanca.
L'empresa col·labora amb altres empreses financeres i tecnològiques en l'àmbit dels pagaments. A partir del 2021, l'empresa tenia 140 integracions amb proveïdors de pagament. El 2018, IXOPAY es va associar amb Paysafe.
El 2020, la companyia es va associar amb Paydoo.
El 2021, IXOPAY va iniciar una associació amb Vyne, Fraudio, Payaut, MULTISAFEPAY, Silverflow, Fraugster.
El 2022, la companyia va començar a cooperar amb GoCardless, FinTecSystems, Hawk AI.

## Visió general
IXOPAY és una plataforma d'orquestració de pagaments per a clients de marca blanca i comerciants empresarials.
L'empresa permet als comerciants empresarials processar totes les transaccions de les seves filials, marques, botigues web, etc. a la plataforma IXOPAY.
IXOPAY està disponible a tot el món i permet als usuaris connectar-se a més de 200 mètodes de pagament.
L'oficina central d'IXOPAY es troba a Viena, Àustria. IXOPAY també té una segona oficina a Orlando, Florida, EUA.